# Zombori Lajos
Zombori Lajos (Szeged, 1875. augusztus 30. – Makó, 1970. augusztus 30.) magyar asztalos, országgyűlési képviselő (MSZDP). Édesanyja, Zombori Valéria volt.

## Életpályája
1919-ben Makón tanácselnök volt. 1920-ban Szegeden 10 hónapra elítélték, majd később felmentették. 1926-ban az MSZDP tagja lett. 1933-ban a makói katolikus fiúiskola új szárnyának kivitelezője volt. 1944-ben az MKP tagja akart lenni, de ezt elutasították, mert a Horthy-korszak idején passzívan viselkedett. 1944-ben az Ideiglenes Nemzetgyűlés delegáltja volt. 1945–1946 között a városi képviselő-testület és a Csongrád Megyei Nemzeti Bizottság tagja volt. 1948-ban kizárták az SZDP-ből. 1956. október 30-án a nemzeti bizottság elnöke lett Makón.
Sírja a makói római katolikus temetőben található.